# 孟石岭镇
孟石岭镇，是中华人民共和国陕西省安康市岚皋县下辖的一个乡镇级行政单位。

## 行政区划
孟石岭镇下辖以下地区：
武学村、草坪村、桃园村、柏杨林村、田坝村、九台村、双桥村、前进村、青坪村、丰景村、仁沟村、丰坪村、四新村、易坪村和东岭村。